# Tan Zongliang
Tan Zongliang (chiń. upr. 谭宗亮; chiń. trad. 譚宗亮; pinyin Tán Zōngliàng; ur. 29 listopada 1971 w Weifang) – chiński strzelec sportowy, wicemistrz olimpijski, dwukrotny mistrz świata.
Specjalizuje się w strzelaniu z pistoletu dowolnego i pneumatycznego. Czterokrotnie startował w igrzyskach olimpijskich. Srebrny medalista igrzysk olimpijskich w 2008 roku w konkurencji pistolet dowolny 50 m.
Dwukrotnie złoty medalista mistrzostw świata (2002, 2006) w strzelaniu z pistoletu dowolnego.